# 竹本綱太夫門弟見立角力

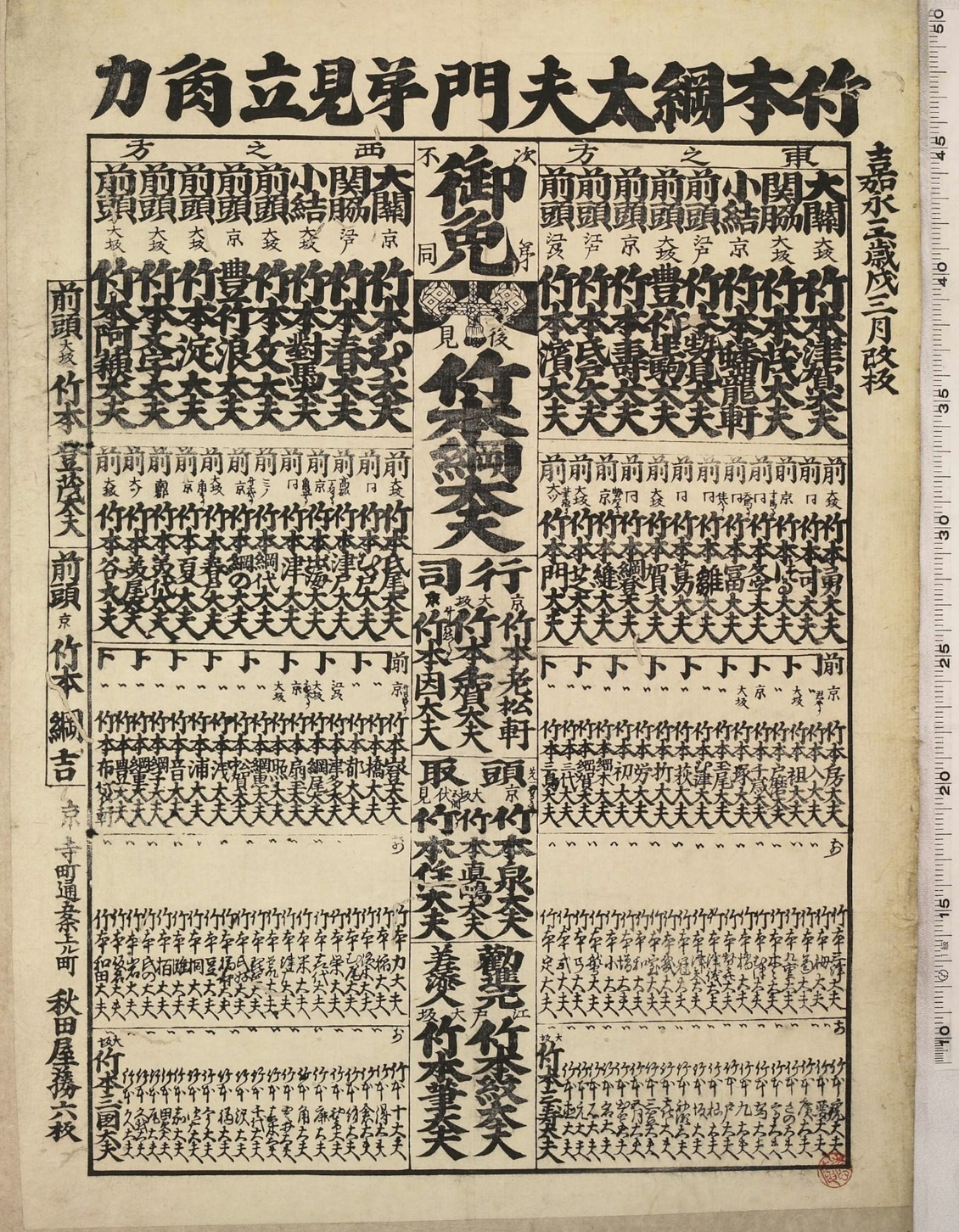
四代目竹本綱太夫門弟見立角力

竹本綱太夫門弟見立角力（たけもとつなたゆうもんていみたてずもう）は、嘉永3年（1850年）3月に四代目竹本綱太夫が板行させた自らの門弟の見立番付・一覧表。
『増補浄瑠璃大系図』が云う「綱太夫内」の広がりを表している。「初代政太夫事播磨少掾門弟京初代式太夫系譜の続猪の熊綱太夫より飴屋綱太夫是三代なり四代吉兵衛綱太夫五代隼人綱太夫六代太市綱太夫是を号て綱太夫内と云なり」

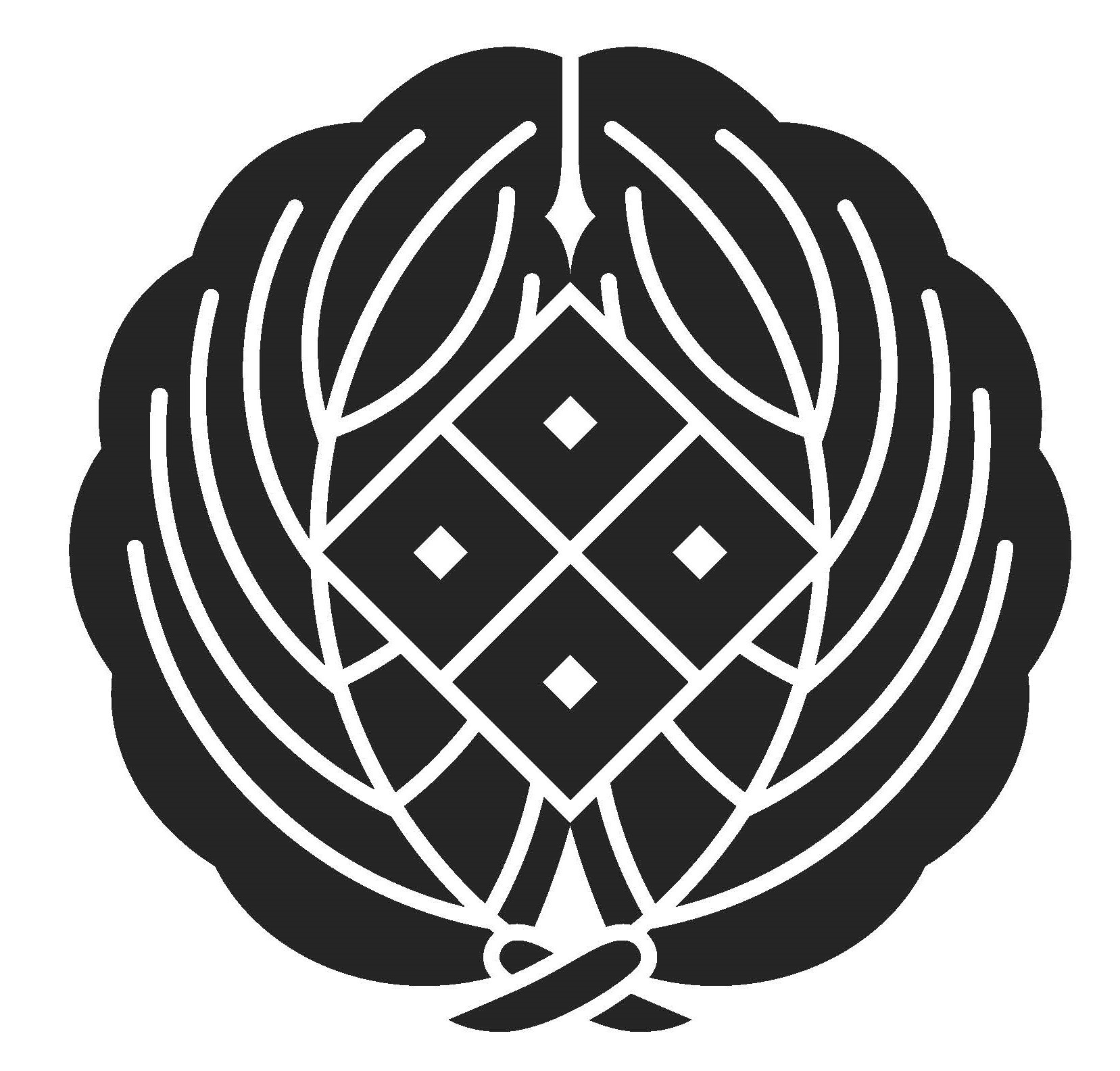
抱き柏に隅立て四つ目は竹本綱太夫の定紋

## 後見・行司・頭取・勧進元・差添人
後見　：竹本綱太夫…四代目竹本綱太夫
行司　：竹本老松軒
　同　：竹本千賀太夫…竹本播磨大掾の弟子から三代目竹本住太夫の門弟を経て、四代目竹本綱太夫の門弟となった人。初代豊澤團平の養父。
　同　：竹本因太夫
頭取　：竹本泉太夫…三代目竹本綱太夫の門弟。通称を和泉平といった人。
　同　：竹本直嶋太夫
　同　：竹本住太夫…三代目竹本住太夫。竹本播磨大掾の門弟。
勧進元：竹本紋太夫…五代目竹本紋太夫
差添人：竹本筆太夫…三代目竹本筆太夫。『浄瑠璃大系図』の作者にして天保の弾圧に立ち向かった人。木谷蓬吟 『浄瑠璃研究書』「天保の芸人弾圧と快漢竹本筆太夫―太夫は何人、役者は何匹と云うた時代―」に詳しい。

## 大関
東大関：竹本津賀太夫…二代目竹本津賀太夫。後の竹本山城掾（山四郎）
西大関：竹本むら太夫…四代目竹本むら太夫（都むら太夫）

## 関脇
東関脇：竹本茂太夫…陸奥茂太夫とも名乗る。後の七代目竹本氏太夫。五代目豊澤廣助の父。
西関脇：竹本春太夫…五代目竹本春太夫。竹本摂津大掾や三代目竹本大隅太夫の師匠。

## 小結
東小結：竹本蟠龍軒…二代目竹本津太夫から二代目竹本蟠龍軒。三代目津太夫（七代目綱太夫）の父。
西小結：竹本対馬太夫…初代竹本対馬太夫。後の五代目竹本綱太夫

## 前頭

### 一段目
東前頭：竹本勢見太夫…初代勢見太夫。四代目竹本政太夫・五代目竹本政太夫の門弟でもある。
　同　：豊竹生駒太夫…初代豊竹靭太夫の門弟。後に竹本山城掾（二代目竹本津賀太夫）門弟
　同　：竹本壽太夫…二代目竹本寿太夫。後の三代目竹本津賀太夫
　同　：竹本氏戸太夫…四代目竹本氏太夫の門弟。後の五代目竹本氏太夫。
　同　：竹本濱太夫…三代目竹本濱太夫で後の六代目竹本紋太夫
西前頭：竹本文太夫…後の五代目竹本むら太夫
　同　：豊竹浪太夫…四代目豊竹駒太夫門弟で後に竹本山城掾（二代目竹本津賀太夫）門弟
　同　：竹本淀太夫…後の九代目竹本紋太夫
　同　：竹本文字太夫…五代目竹本文字太夫。後の五代目豊竹岡太夫
　同　：竹本阿蘇太夫…後の八代目竹本紋太夫から三代目竹本勢見太夫
張　出：竹本登茂太夫…後の四代目竹本長門太夫。
　同　：竹本綱吉…女流。竹本綱吉の名跡は21世紀まで四代を重ね 、「世界最高齢の弾き語り」としてギネスブックに認定された。

### 二段目
東前頭：竹本勇太夫
　同　：竹本可太夫
　同　：竹本はる太夫
　同　：竹本文字太夫
　同　：竹本富太夫
　同　：竹本雛太夫：二代目竹本雛太夫。五代目政太夫の門弟。後の四代目竹本越太夫。
　同　：竹本蔦太夫：後の四代目重太夫 ⇒ 六代目竹本政太夫
　同　：竹本賀太夫
　同　：竹本綱登太夫
　同　：竹本縫太夫
　同　：竹本芝太夫
　同　：竹本門太夫
西前頭：竹本氏尾太夫
　同　：竹本む戸太夫
　同　：竹本津戸太夫
　同　：竹本出海太夫
　同　：竹本津太夫
　同　：竹本綱代太夫
　同　：竹本綱の太夫
　同　：竹本春戸太夫
　同　：竹本夏太夫
　同　：竹本美代太夫
　同　：竹本美尾太夫…後の四代目濱太夫から四代目津賀太夫
　同　：竹本谷太夫

### 三段目
東前頭：竹本房太夫
　同　：竹本入太夫
　同　：竹本祖太夫
　同　：竹本戸磨太夫
　同　：竹本千歳太夫
　同　：竹本塚太夫
　同　：竹本玉尾太夫
　同　：竹本む津太夫
　同　：竹本萩太夫
　同　：竹本折太夫
　同　：竹本労太夫
　同　：竹本初太夫
　同　：竹本綱木太夫
　同　：竹本綱賀太夫
　同　：竹本三代太夫
　同　：竹本三島太夫
西前頭：竹本山登太夫
　同　：竹本橋太夫
　同　：竹本都太夫
　同　：竹本津多太夫
　同　：竹本綱尾太夫
　同　：竹本扇玉太夫
　同　：竹本照太夫
　同　：竹本綱恵太夫
　同　：竹本松賀太夫
　同　：竹本浅太夫
　同　：竹本浦太夫
　同　：竹本音太夫
　同　：竹本綱子太夫
　同　：竹本綱重太夫
　同　：竹本豊太夫
　同　：竹本布袋軒

### 四段目
東前頭：竹本三津太夫
　同　：竹本栂太夫
　同　：竹本葛太夫
　同　：竹本九重太夫
　同　：竹本木々太夫
　同　：竹本む津太夫
　同　：竹本橋太夫
　同　：竹本勢㐂太夫
　同　：竹本津織太夫
　同　：竹本津矢太夫
　同　：竹本冠太夫
　同　：竹本武太夫
　同　：竹本宝太夫
　同　：竹本和太夫
　同　：竹本増太夫
　同　：竹本小太夫
　同　：竹本（不明）太夫
　同　：竹本馬太夫
　同　：竹本式太夫
　同　：竹本定太夫
西前頭：竹本力太夫
　同　：竹本橋太夫
　同　：竹本淀木太夫
　同　：竹本む尾太夫
　同　：竹本栄太夫
　同　：竹本㐂代太夫
　同　：竹本米太夫
　同　：竹本津广太夫
　同　：竹本（不明）太夫
　同　：竹本（不明）太夫
　同　：竹本氏好太夫
　同　：竹本橋寿太夫
　同　：竹本豆太夫
　同　：竹本桐太夫
　同　：竹本雉太夫
　同　：竹本柏太夫
　同　：竹本氏の太夫
　同　：竹本岩太夫
　同　：竹本仮名太夫
　同　：竹本和田太夫

### 五段目
東前頭：竹本（不明）太夫
　同　：竹本要太夫
　同　：竹本廣太夫
　同　：竹本さの太夫
　同　：竹本（不明）太夫
　同　：竹本為太夫
　同　：竹本九太夫
　同　：竹本戸太夫
　同　：竹本（不明）太夫
　同　：竹本坂太夫
　同　：竹本（不明）太夫
　同　：竹本㐂太夫
　同　：竹本（不明）太夫
　同　：竹本五月太夫
　同　：竹本（不明）太夫
　同　：竹本岩太夫
　同　：竹本（不明）太夫
　同　：竹本（不明）太夫
　同　：竹本（不明）太夫
　同　：竹本三寿太夫
西前頭：竹本十太夫
　同　：竹本深太夫
　同　：竹本衾太夫
　同　：竹本（不明）太夫
　同　：竹本（不明）太夫
　同　：竹本廉太夫
　同　：竹本角太夫
　同　：竹本（不明）太夫
　同　：竹本（不明）太夫
　同　：竹本千代太夫
　同　：竹本沢太夫
　同　：竹本福太夫
　同　：竹本今太夫
　同　：竹本（不明）太夫
　同　：竹本嘉太夫
　同　：竹本（不明）太夫
　同　：竹本尾太夫
　同　：竹本久我太夫
　同　：竹本久太夫
　同　：竹本三国太夫